# Omroep Sleutelstad
Sleutelstad is de lokale omroep van de gemeente Leiden, onder de vlag van de Stichting Lokale Omroep Regio Leiden (Lorelei). Sleutelstad ging in 2002 van start; de huidige omroep kwam in december 2018 tot stand en richt zich sindsdien via radio, tv, online en sociale media niet op alleen Leiden, maar ook op de buurgemeenten Leiderdorp, Oegstgeest, Voorschoten en Zoeterwoude. 

## Geschiedenis

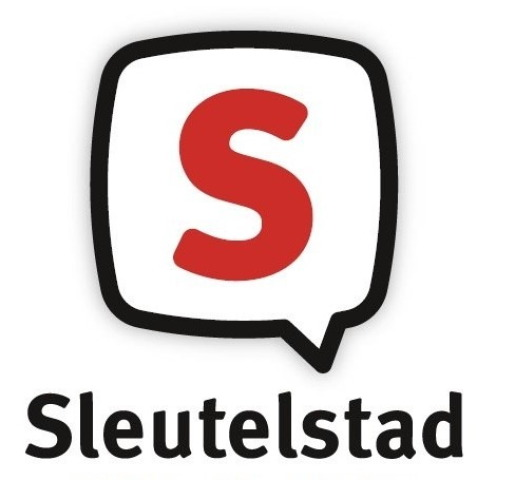

Sleutelstad.nl ging in maart 2002 van start als nieuwssite in de regio Holland Rijnland. Op 6 december 2005 kwam er een radiozender bij via 93.7 FM in de ether, vanaf 14 mei 2007 ook via de 102.4 kabel. Op bevrijdingsdag 2012 ging de live-radioprogrammering van start met een grote regionale radioreünie. Daaraan werkten tientallen oud-medewerkers van de lokale omroep in Leiden mee, onder wie landelijk bekende radiomakers als Bart Arens, Marcel Barendse, Rachid Finge, Olivier Bakker en anderen. 
In 2019 verhuisde de omroep naar bedrijvencentrum Het Mostertcomplex in de voormalige Tieleman & Dros-fabriek aan de Middelstegracht, van waaruit de radio- en televisie-uitzendingen worden geproduceerd. 

## Samenwerking

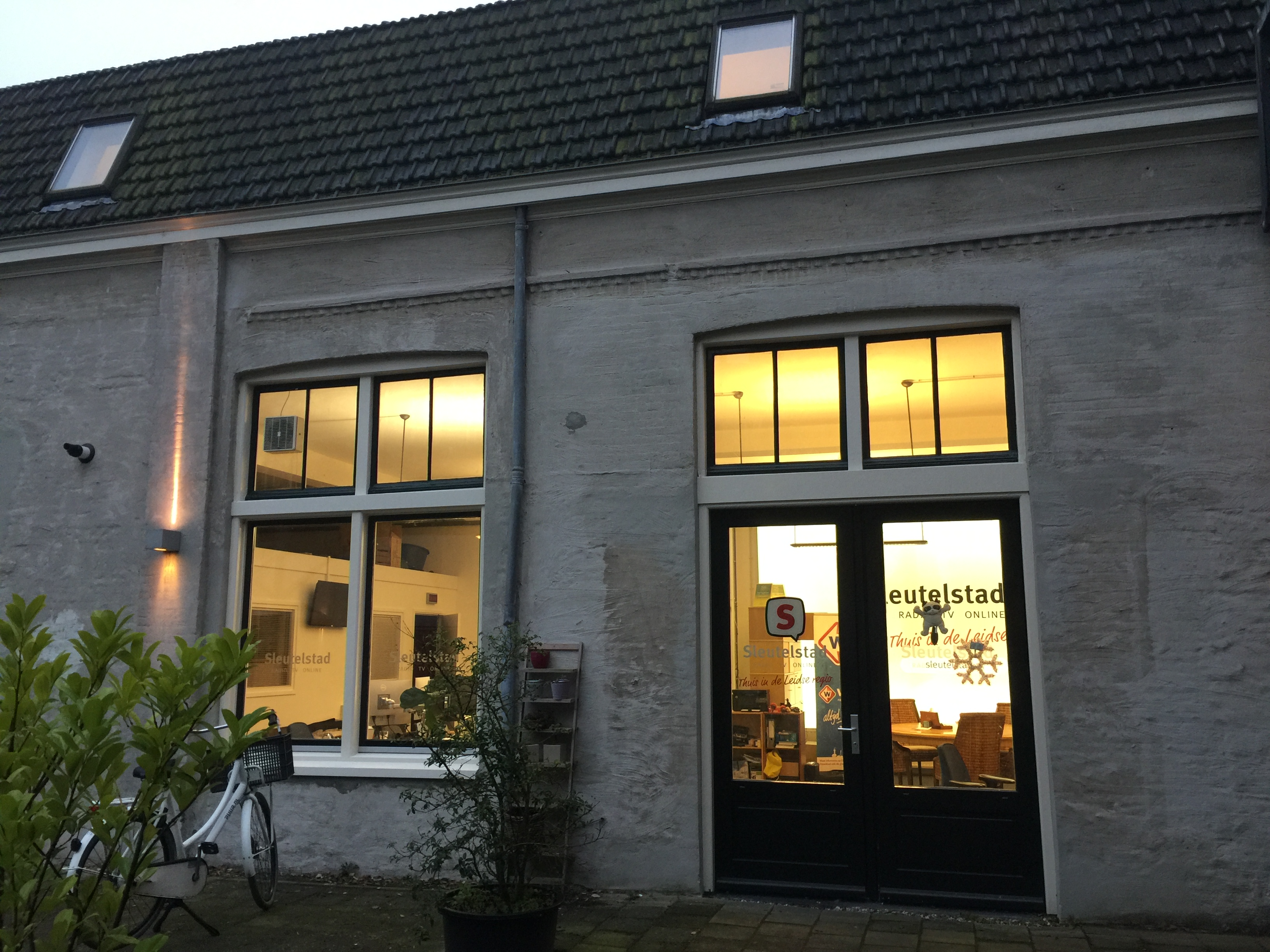
Redactie Sleutelstad (2022)

In 2023 startte de samenwerking met buuromroep Unity.nu, in verband met streekomroepvorming. Per februari 2024 werden de radio- en tv-kanalen van de twee omroepen samengevoegd. Op 8 juli 2024 werd de samenwerking verbroken, door verschil van visie op aansturing, en ging Unity alleen verder met als doel de streekomroep worden voor de Leidse regio en Wassenaar. Sleutelstad ging na het verbreken van de samenwerking zelfstandig verder als nieuwsplatform. Op 27 juli 2024 hervatte Sleutelstad ook de radio-uitzendingen, vooralsnog uitsluitend online. Unity.nu ging verder onder de nieuwe naam Centraal+.

## Mediapartner
Omroep Sleutelstad is een van de mediapartners van de regionale omroep West.